# Jean Charles de Menezes
Jean Charles de Menezes (Gonzaga, Minas Gerais, 7 de enero de 1978-Stockwell, Londres, 22 de julio de 2005) fue un electricista brasileño, conocido por ser asesinado por la Policía Metropolitana londinense en la estación de metro de Stockwell el 22 de julio de 2005, al ser confundido (según la versión policial) con Husein Osman, un terrorista islamista.
El suceso tuvo lugar en el contexto de la tensión producida por los atentados terroristas de Londres del 7 y del 21 de julio del mismo año y amparado por la doctrina policial[cita requerida] inglesa de "tirar a matar" a potenciales terroristas suicidas.
Según la versión oficial de la policía de Londres, de Menezes empezó a ser seguido por policías vestidos de civil desde una casa de Tulse Hill, la cual estuvo vigilada las 24 horas inmediatamente previas al incidente. Vistiendo una gabardina abultada, se subió a un autobús para después entrar en la estación de metro de Stockwell, saltándose el torno de entrada. Momentos después, cuando se disponía a entrar en un vagón tras una carrera y haberle dado el alto los policías, fue interceptado y reducido por éstos, en el suelo, posición en la que procedieron a disparle siete tiros en la cabeza, causándole la muerte. Tenía el visado caducado y llevaba tres años trabajando en Londres.
Cuatro semanas más tarde, sin embargo, según datos filtrados de la "Independent Police Complaints Commission" (Comisión Independiente de Quejas de la Policía, IPCC) a la cadena de televisión inglesa ITV, de Menezes entró en la estación de metro de una manera tranquila y relajada, llegando incluso a tomar una edición del periódico gratuito que se reparte en el metro de Londres, fue inmovilizado por un policía dentro de uno de los vagones del metro cuando estaba sentado, fue disparado en once ocasiones, siete de ellas en la cabeza, una en el hombro y tres errados; no portaba gabardina alguna y tenía su visado en regla.
El mismo organismo afirmaría que Scotland Yard planteó obstáculos para iniciar su investigación independiente de los hechos. Posteriormente, Cressida Dick que estaba al mando de la operación en la que resultó muerto de Menezes, fue ascendida a subcomisaria (2006) y posteriormente tras los escándalos de escuchas ilegales del periódico News of the World
En 2009, Scotland Yard y los familiares de Menezes llegaron a un acuerdo "amistoso" para evitar un largo litigio judicial, que incluía el pago por parte de la policía inglesa de 100 000 libras (aprox US$ 166 000[cita requerida]) a la familia del electricista a modo de indemnización. Previamente también habían entregado US$15 000 para pagar la repatriación del cadáver a su lugar de nacimiento. La policía inglesa también fue condenada en costes del juicio en 2007, por un total de 385 000 libras, más una multa de 175 libras según la ley de seguridad pública.
Su imagen apareció en los conciertos del músico inglés Roger Waters durante su gira The Wall, señalando que el brasileño fue una víctima del terrorismo de Estado e incluyendo dentro del repertorio de la misma la canción The Ballad of Jean Charles de Menezes. Durante los conciertos, aparece su imagen, nombre, fechas de nacimiento y defunción, y lugar de fallecimiento. Además, antes de comenzar la canción, a los pies del muro que van construyendo a medida que avanza el concierto, se proyecta una animación que simula el metro de Londres, el cual se detiene y se escuchan diez detonaciones de armas de fuego que iluminan el interior de uno de los vagones.